# Hochflur

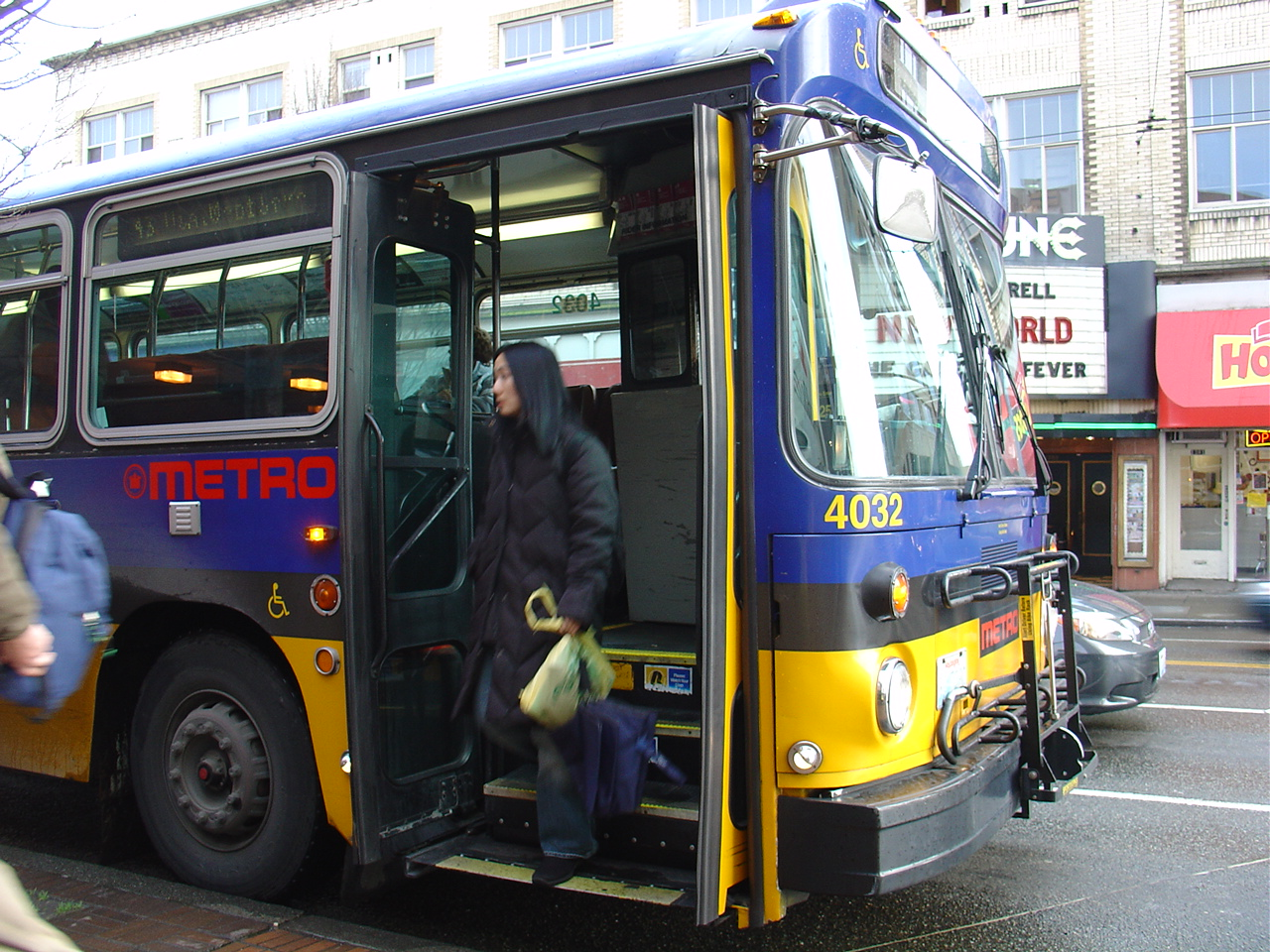
Bei diesem hochflurigen Oberleitungsbus müssen beim Ein- und Ausstieg vier Stufen überwunden werden

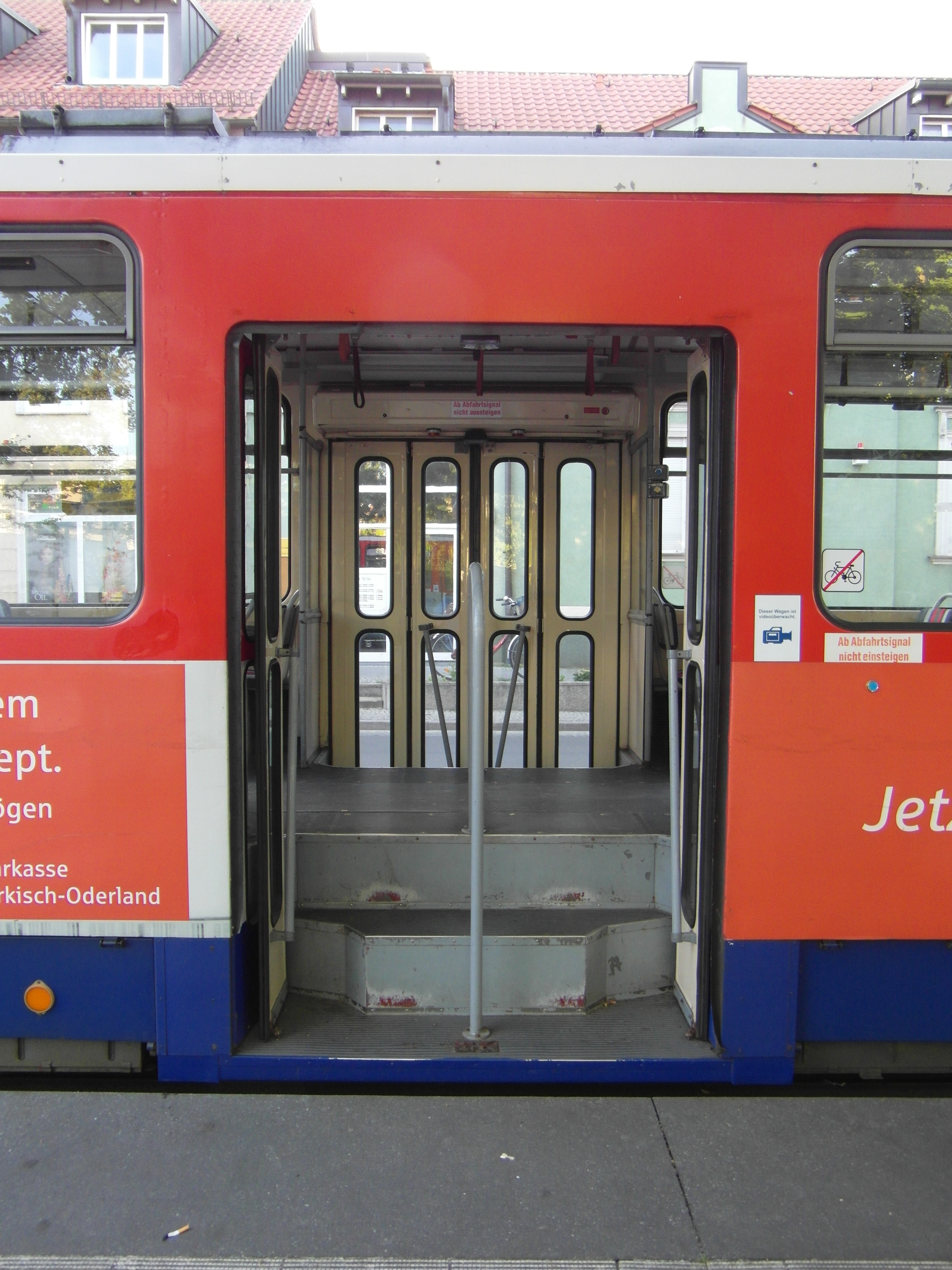
Einstiegssituation bei einem hochflurigen Tatra KT8D5 der Strausberger Eisenbahn

Hochflur, seltener auch Hochboden genannt, ist ein Begriff, der verwendet wird, um Straßen-, Stadt- und Eisenbahn-Fahrzeuge sowie Omnibusse bzw. Oberleitungsbusse in konventioneller Bauweise von solchen in Niederflurtechnik abzugrenzen.
Hochflur-Schienenfahrzeuge haben üblicherweise einen ebenen Fußboden, der sich zwischen 76 Zentimetern und einem Meter über der Schienenoberkante befindet. Aus Gründen der Barrierefreiheit versucht man die Höhe zu vereinheitlichen, um von Hochbahnsteigen der gleichen Höhe einen stufenlosen Einstieg zu ermöglichen. 
Die hohen Baukosten von Hochbahnsteigen und das Problem, diese städtebaulich verträglich zu gestalten sind ein wichtiger Kritikpunkt bei Umbauten von bestehenden Straßenbahnnetzen in Stadtbahnnetze, besonders wenn viele Haltestellen im Straßenraum liegen. Diese Problematik war ein wesentlicher Antrieb zur Entwicklung der Niederflurtechnik, mit der sich die Nachrüstung von Hochbahnsteigen vermeiden lässt. 
Heute sind in Deutschland alle U-Bahnen, die meisten S-Bahnen und viele Stadtbahnen als Hochflurnetze ausgeführt. Eine bemerkenswerte Ausnahme bildet die Stadtbahn Köln, wo man sich Mitte der 1990er Jahre entschied, das nur teilweise mit Hochbahnsteigen ausgestattete Netz in ein Hochflur- und ein Niederflur-Netz zu trennen. Im Gegensatz zu Stadtbahnvorlaufstrecken im Tunnel, die oft provisorisch mit niedrigen Bahnsteigen ausgestattet oder hochgeschottert werden, gibt es z. B. in Düsseldorf (Wehrhahn-Linie) und Dortmund (Ost-West-Linie) jeweils eine unterirdische Stadtbahnstrecke, die mit Bahnsteigen für Niederflurwagen ausgerüstet ist und auch dauerhaft mit Niederflurfahrzeugen bedient werden soll, um Haltestellenumbauten an den daran anschließenden Straßenbahnstrecken zu vermeiden, obwohl in beiden Städten bereits Tunnelstrecken mit Hochflurbahnsteigen existieren. 